# Стефан Арсениев
Стефан Арсениев е български адвокат и политик.

## Биография
Стефан Арсениев е роден в централния македонски български град Велес, Османската империя, днес в границите на Северна Македония. Емигрира в Свободна България. В 1901 година е избран за депутат в Единадесетото обикновено народно събрание, а след това в 1902 година и в Дванадесетото обикновено народно събрание.